# Língua u'wa
A língua u'wa, u'w ajca ou uw cuwa, popularmente conhecido como tunebo, é o idioma do povo U'wa, que habita a região da Serra Nevada do Cocuy no nordeste da Colômbia e sudoeste da Venezuela. 
É falado na parte nordeste da Cordilheira Oriental colombiana, nas imediações dos departamentos de Boyacá, Arauca, Norte de Santander, Casanare e Santander (na Colômbia) e ao sul do estado de Apure (na Venezuela). O número estimado de falantes u'wa é de 7.000,

## Classificação
Pertence à família chibcha, grupo madalênico. junto com a língua [[Língua chibcha|muisca (muysccubun) e as línguas da Serra Nevada de Santa Marta: Kogui, Damana, Ijka e Kankuamo.

## Fonología
O inventário consonantal de acordo com Paul e Edna Headland, é o seguinte:
| Consoantes        | Labial | Alveolar | Palatal | Velar | Labiovelar | Glotal | Retroflexa |
| ----------------- | ------ | -------- | ------- | ----- | ---------- | ------ | ---------- |
| Oclusivas sordas  |        | t        |         | k     | kʷ         | ʔ      | ʈ          |
| Oclusivas sonoras | b      |          |         | g     |            |        | ɖ          |
| Fricativas        |        | s        | ç       |       |            | h      | ʂ          |
| Nasais            | m      | n        |         |       |            |        |            |
| Vibrante          |        | r        |         |       |            |        |            |
| Aproximantes      | w      |          | j       |       |            |        |            |
| Aproximante nasal | w̃      |          |         |       |            |        |            |

El inventario vocálico viene dado por:
| Vogais | Posterior | Anterior |
| ------ | --------- | -------- |
| Alta   | i         | u        |
| Media  | e         | o        |
| Baja   | a         | a        |

Morfológicamente, r realiza-se como t na frente de r.